# Аземи, Илир
Илир Аземи (алб. Ilir Azemi; 21 февраля 1992 года, Приштина) — косоварский футболист, нападающий клуба «Селигенпортен».

## Клубная карьера
Илир Аземи родился в косовской столице Приштине, но когда ему было 3 года его семья перебралась в Германию из-за конфликта в регионе. Аземи начинал свою профессиональную карьеру футболиста в команде «Гройтер Фюрт». 25 августа 2012 года Аземи дебютировал за клуб в немецкой Бундеслиге, заменив на 62-й минуте домашнего поединка против «Баварии» сенегальского нападающего Байе Джиби Фалля. 4 мая 2013 года Аземи забил свой первый гол в Бундеслиге, забив второй мяч «Гройтера» в победной гостевой игре против «Штутгарта».
В сезоне 2013/14 Аземи в составе «Гройтера» выступал во Второй Бундеслиге и с 13 мячами стал лучшим бомбардиром команды и третьим в общем списке турнира.
7 августа 2014 года Аземи серьёзно пострадал в автомобильной аварии.

## Карьера в сборной
5 марта 2014 года Илир Аземи дебютировал за сборную Косова в товарищеском матче против сборной Гаити, выйдя в стартовом составе.

## Статистика выступлений

### В сборной
| Матчи и голы Илира Аземи за сборную Косова | Матчи и голы Илира Аземи за сборную Косова | Матчи и голы Илира Аземи за сборную Косова         | Матчи и голы Илира Аземи за сборную Косова | Матчи и голы Илира Аземи за сборную Косова | Матчи и голы Илира Аземи за сборную Косова | Матчи и голы Илира Аземи за сборную Косова |
| №                                          | Дата                                       | Место проведения                                   | Соперник                                   | Счёт                                       | Голы                                       | Соревнование                               |
| ------------------------------------------ | ------------------------------------------ | -------------------------------------------------- | ------------------------------------------ | ------------------------------------------ | ------------------------------------------ | ------------------------------------------ |
| 1                                          | 5 марта 2014                               | Олимпийский стадион Адем Яшари, Косовска-Митровица | Гаити                                      | 0:0                                        | —                                          | Товарищеский матч                          |

Итого: 1 матч / 0 голов; eu-football.info Архивная копия от 12 ноября 2014 на Wayback Machine.